# 阿米塔布·巴强
阿米塔·巴強（英語：Amitabh Bachchan；1942年10月11日—），又译阿米塔·巴强、阿彌陀·巴强或阿米塔布·巴克罕，是宝莱坞最成功的男演员之一，首位进入杜莎夫人蜡像馆的印度影星，他同时也是电影制作人，亦曾主持印度版《百萬富翁》。20岁时，阿米特·巴強放弃了船运经纪人的工作，成为一名正式演员，他的第一部电影是1969年的黑白片《七个印度人》（Saat Hindustani），直至今日他依然是宝莱坞电影业最显要的人物，印度电影中最完美的以及片酬最高的演员之一。他在1984年开始从政，曾被选入印度国会但最终放弃。

## 早年经历
阿米塔布·巴沙坎出生在阿拉哈巴德一个富裕的家庭，母亲Teji是接受西方教育的锡克教徒而父亲Harivansh Rai Bachchan则为当地一位颇受尊敬的著名印地语和乌尔都语大诗人，他的本姓是斯瑞瓦斯塔（Srivastava），他以笔名巴沙坎演艺了他所有的作品，在所有的公共场合巴沙坎这一称谓也就变成了现有家族所有成员的姓氏。
阿米塔布入读阿拉哈巴德的男子高中，之后求学奈尼塔尔的舍伍德学院（Sherwood College），在那里他主修艺术意识流。之后在德里大学的Kirori Mal学院取得了科学学士学位。在其20岁之时他放弃了位于加尔各答船运公司的揽货代理工作。

## 个人生活
1973年，阿米塔布依照孟加拉仪式迎娶了女星贾雅·巴克罕。婚后育有两个孩子：女儿舒維塔·巴克罕·南達以及儿子阿彼锡·巴克罕，两人都是印度电影演员。阿米塔布曾在1976至1981年間和另一經常合作的女星瑞卡有婚外情。